# アルバ公
トルメスのアルバ公爵（スペイン語:  Ducado de Alba de Tormes）は、スペイン貴族の公爵位。グランデの格式を伴う。1472年にカスティーリャ王エンリケ4世によってガルシア・アルバレス・デ・トレドが所有するアルバ伯の称号がアルバ公に昇格されたことに始まる。

## 歴史

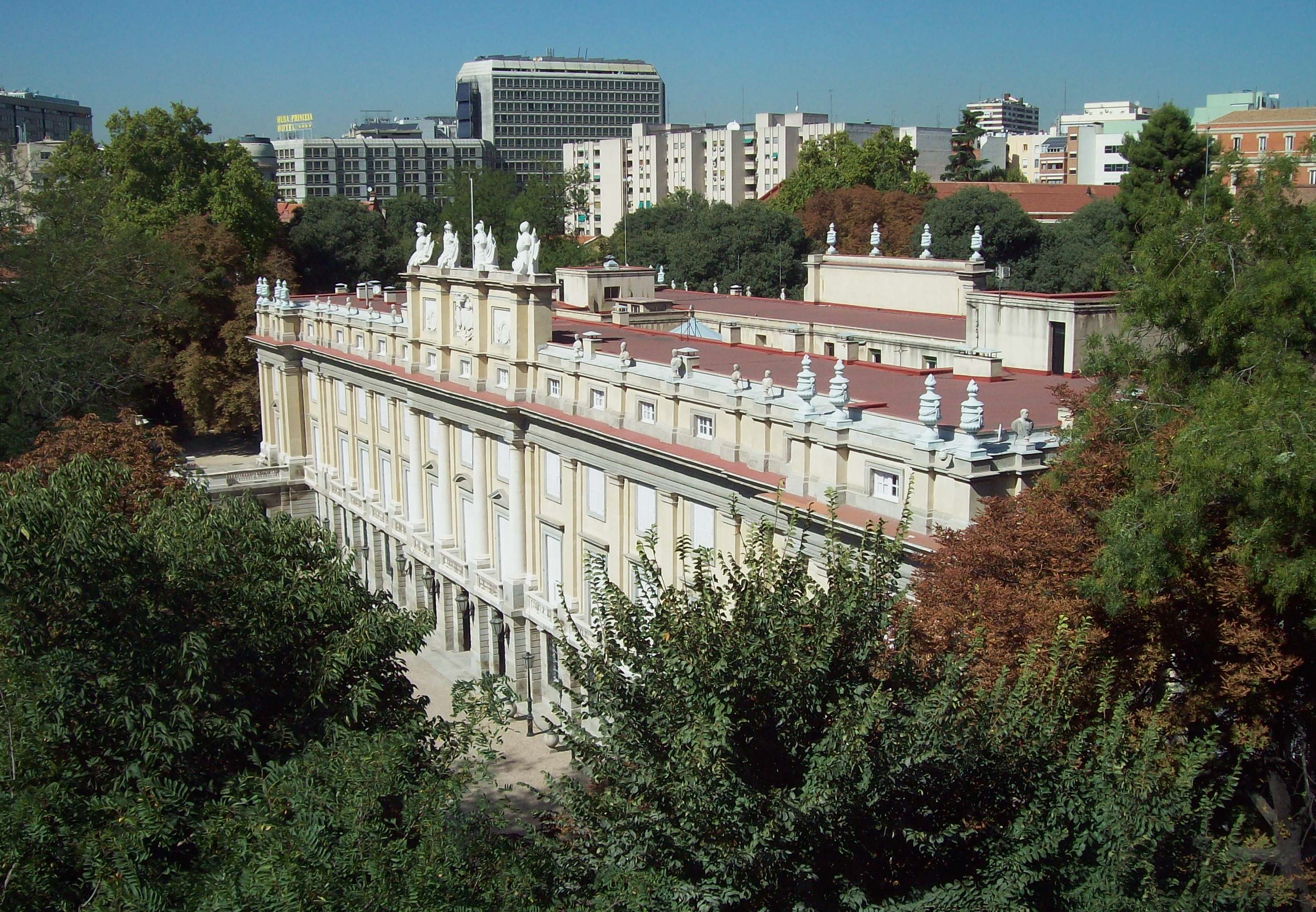
アルバ公爵家のマドリードの邸宅リリア宮殿

1439年にフェルナンド・アルバレス・デ・トレド(1390-1464)の持つアルバ卿がアルバ伯爵に昇格し、さらに1472年にガルシア・アルバレス・デ・トレド(1424頃–1488)が所有するアルバ伯の称号がアルバ公爵に昇格されたことに始まる。
その曽孫の第3代アルバ公フェルナンド・アルバレス・デ・トレド(1507–1582)は、16世紀のスペイン軍人として著名である。スペイン王カルロス1世(神聖ローマ皇帝カール5世)やフェリペ2世に重用され，プロテスタントの撲滅の戦争に転戦した。1567年にはスペイン領ネーデルラント総督に就任して「血の評議会」と呼ばれる宗教裁判を実施し、エフモント伯らプロテスタントを大量に処刑し、それが八十年戦争（オランダ独立戦争）の原因となった。しかしオランダ制圧に失敗し、1573年に総督交代となり、1580年からはポルトガル合併の征服戦争に起用された。
10代アルバ公フランシスコ・アルバレス・デ・トレド(1662-1739)までアルバ家の男系男子で続いたが、11代アルバ公は10代公の娘マリア・テレサ・アルバレス・デ・トレド(1691–1755)が継承。彼女は第9代ガルべ伯爵マヌエル・デ・シルバと結婚し、夫妻の子孫がアルバ公爵位を継承することになったので、シルバ家に継承される爵位となった。
11代女公の娘マリア・デ・シルバ(1718-1790)は、ステュアート朝のイングランド王ジェームズ2世と愛妾アラベラ・チャーチルの間の庶子である初代ベリック公爵ジェームズ・フィッツジェームズ（初代リリア＝ヘリカ公爵でもある）の直系子孫である第3代リリア＝ヘリカ公(3代ベリック公)ハコボ・フランシスコ・フィツ＝ハメス・ステュアルト(1718-1785)と結婚し、二人の曽孫である第7代リリア＝ヘリカ公爵カルロス・ミゲル・フィツ＝ハメス・ストゥアルト(1794–1835)が1802年に14代アルバ公爵を継承したことによって、以降のアルバ公爵位はフィツ＝ハメス・ステュアルト家(Fitz-James Stuart)に継承される爵位となった。
スペイン内戦でアルバ公爵フィツ＝ハメス・ステュアルト家のマドリードの邸宅リリア宮殿は焼失した。しかし17代公ハコボ・マリア・デル・ピラール・カルロス・マヌエル・フィツ＝ハメス・ストゥアルト・イ・ファルコ(1878–1953)と18代女公カイエターナ・フィツ＝ハメス・ストゥアルト(1926-2014)によって再建された。17代公はイギリスの建築家エドウィン・ラッチェンスに設計と建設を依頼し、彼の死後にそれを基に建設された。
現在のアルバ公爵およびアルバ家当主は、19代アルバ公のカルロス・フィツ＝ハメス・ストゥアルト(1948-)である。
マドリードのリリア宮殿の他、セビリアのラス・ドゥエーニャス宮殿もアルバ公爵家の所有である。

## 現当主の保有爵位
現当主カルロス・フィツ＝ハメス・ストゥアルトは以下の爵位を保有している。
グランデの格式を持つ爵位
- 公爵位
  - トルメスの第19代アルバ公爵[11]
  - 第14代ウエスカル公爵（スペイン語版）[12]2015年に息子のフェルナンド（スペイン語版）に譲る[13]
  - 第12代ベリック公爵[14]
  - 第12代リリア＝ヘリカ公爵（スペイン語版）[15]
- 伯公爵位
  - 第13代オリバーレス伯公爵[16]
- 侯爵位
  - 第17代カルピオ侯爵（スペイン語版）[17]
- 伯爵位
  - 第23代レモス伯爵（スペイン語版）[18]
  - 第21代レリン伯爵（スペイン語版） ナバラ・エイバル城守（スペイン語版）[19]
  - 第21代ミランダ・デル・カスタニャル伯爵（スペイン語版）[20]
  - 第17代モンテレイ伯爵（スペイン語版）[21]
  - 第21代オソルノ伯爵（スペイン語版）[22]2015年に息子のカルロス（スペイン語版）に譲る[23]

グランデの格式のない爵位
- 侯爵位
  - 第17代ラ・アルガダ侯爵（スペイン語版）[24]
  - 第19代バルカロタ侯爵（スペイン語版）[25]
  - 第11代カスタニェーダ侯爵（スペイン語版）[26]
  - 第24代コリア侯爵（スペイン語版）[27]
  - 第15代エリチェ侯爵（スペイン語版）[28]
  - 第17代ミラロ侯爵（スペイン語版）[29]
  - 第21代ラ・モータ侯爵（スペイン語版）[30]
  - 第21代モヤ侯爵（スペイン語版）[31]
  - 第13代オセラ侯爵（スペイン語版）[32]
  - 第15代サン・レオナルド侯爵（スペイン語版）[33]
  - 第20代サリア侯爵（スペイン語版）[34]
  - 第13代タラソナ侯爵（スペイン語版）[35]
  - 第16代バルドゥンキリョ侯爵（スペイン語版）[36]
  - 第19代ビジャヌエバ・デル・フレスノ侯爵（スペイン語版）[37]
  - 第18代ビジャヌエバ・デル・リオ侯爵（スペイン語版）[38]
- 伯爵位
  - 第20代アンドラーデ伯爵（スペイン語版）[39]
  - 第15代アヤラ伯爵（スペイン語版）[40]
  - 第17代カサルビオス・デル・モンテ伯爵（スペイン語版）[41]
  - 第17代フエンテス・デ・バルデペーロ伯爵（スペイン語版）[42]
  - 第12代フエンティドゥエニャ伯爵（スペイン語版）[42]
  - 第18代ガルべ伯爵（スペイン語版）[43]
  - 第19代ガルベス伯爵（スペイン語版）[44]
  - 第22代モディカ伯爵（イタリア語版）シチリア王国貴族爵位[45]
  - 第26代サン・エステバン・デ・ゴルマス伯爵（スペイン語版）[46]
  - 第13代サンタ・クルス・デ・ラ・シエラ伯爵（スペイン語版）[47]
  - 第21代ビジャルバ伯爵（スペイン語版）[48]
- 子爵位
  - 第13代ラ・カルサーダ子爵（スペイン語版）[49]

## 歴代当主

### トルメスのアルバ卿 (1430年-1439年)
- 初代アルバ卿グティエレ・アルバレス・デ・トレド（スペイン語版） (1376年-1446年)
- 2代アルバ卿フェルナンド・アルバレス・デ・トレド・イ・サルミエント（スペイン語版）  (1390年-1464年)

### トルメスのアルバ伯 (1439年-1472年)
- 初代アルバ伯フェルナンド・アルバレス・デ・トレド・イ・サルミエント（スペイン語版） (1390年-1464年)
- 2代アルバ伯ガルシア・アルバレス・デ・トレド・イ・カリージョ・デ・トレド（スペイン語版） (1424年頃-1488年)

### トルメスのアルバ公 (1472年-現在)
| 肖像 | 爵位の代数 名前 （生没年） | 受爵期間        | 続柄               |
| ---- | --- | --------------- | ------------------ |
|      | 初代アルバ公 ガルシア・アルバレス・デ・トレド・イ・カリージョ・デ・トレド (García Álvarez de Toledo y Carrillo de Toledo) (1424年頃–1488年)                                                                                | 1472年 - 1488年 |                    |
|      | 第2代アルバ公 ファドリケ・アルバレス・デ・トレド・イ・エンリケス (Fadrique Álvarez de Toledo y Enríquez) (1460年頃–1531年)                                                                                                 | 1488年 - 1531年 | 先代の子           |
|      | 第3代アルバ公 フェルナンド・アルバレス・デ・トレド・イ・ピメンテル (Fernando Álvarez de Toledo y Pimentel) (1507年–1582年)                                                                                                 | 1531年 - 1582年 | 先代の孫           |
|      | 第4代アルバ公 ファドリケ・アルバレス・デ・トレド・イ・エンリケス・デ・グスマン (Fadrique Álvarez de Toledo y Enríquez de Guzmán) (1537年–1583年)                                                                           | 1582年 - 1583年 | 先代の子           |
|      | 第5代アルバ公 アントニオ・アルバレス・デ・トレド・イ・ベアウモント (Antonio Álvarez de Toledo y Beaumont) (1568年–1639年)                                                                                                  | 1583年 - 1639年 | 先代の甥           |
|      | 第6代アルバ公 フェルナンド・アルバレス・デ・トレド・イ・メンドーサ (Fernando Álvarez de Toledo y Mendoza) (1595年–1667年)                                                                                                  | 1639年 - 1667年 | 先代の子           |
|      | 第7代アルバ公 アントニオ・アルバレス・デ・トレド・イ・エンリケス・デ・リベラ (Antonio Álvarez de Toledo y Enríquez de Ribera) (1615年–1690年)                                                                              | 1667年 - 1690年 | 先代の子           |
|      | 第8代アルバ公 アントニオ・アルバレス・デ・トレド・イ・フェルナンデス・デ・リベラ (Antonio Álvarez de Toledo y Fernández de Velasco) (1627年–1701年)                                                                        | 1690年 - 1701年 | 先代の子           |
|      | 第9代アルバ公 アントニオ・アルバレス・デ・トレド・イ・グスマン (Antonio Álvarez de Toledo y Guzmán) (1669年–1711年) | 1701年 - 1711年 | 先代の子           |
|      | 第10代アルバ公 フランシスコ・アルバレス・デ・トレド・イ・シルバ (Francisco Álvarez de Toledo y Silva) (1669年–1739年) | 1711年 - 1739年 | 先代の叔父         |
|      | 第11代アルバ女公 マリア・テレサ・アルバレス・デ・トレド・イ・アーロ (María Teresa Álvarez de Toledo y Haro) (1691年–1755年)                                                                                                | 1739年 - 1755年 | 先代の娘           |
|      | 第12代アルバ公 フェルナンド・デ・シルバ・イ・アルバレス・デ・テレサ・アルバレス・デ・トレド (Fernando de Silva y Álvarez de Toledo) (1714年–1776年)                                                                        | 1755年 - 1776年 | 先代の子           |
|      | 第13代アルバ女公 マリア・デル・ピラール・テレサ・カイエターナ・デ・シルバ＝アルバレス・デ・トレド・イ・シルバ (María del Pilar Teresa Cayetana de Silva-Álvarez de Toledo y Silva) (1762年–1802年)                         | 1776年 - 1802年 | 先代の孫娘         |
|      | 第14代アルバ公 カルロス・ミゲル・フィツ＝ハメス・ストゥアルト・イ・シルバ (Carlos Miguel Fitz-James Stuart y Silva) (1794年–1835年)                                                                                        | 1802年 - 1835年 | 先代のニ従兄弟の子 |
|      | 第15代アルバ公 ハコボ・フィツ＝ハメス・ストゥアルト・イ・ベンティミーリア (Jacobo Fitz-James Stuart y Ventimiglia) (1821年–1881年)                                                                                         | 1835年 - 1881年 | 先代の子           |
|      | 第16代アルバ公 カルロス・マリア・イサベル・フランシスコ・デ・サレス・バルバラ・フィツ＝ハメス・ストゥアルト・イ・パラフォクス (Carlos María Isabel Francisco de Sales Bárbara Fitz-James Stuart y Palafox) (1849年–1901年) | 1881年 - 1901年 | 先代の子           |
|      | 第17代アルバ公 ハコボ・マリア・デル・ピラール・カルロス・マヌエル・フィツ＝ハメス・ストゥアルト・イ・ファルコ (Jacobo María del Pilar Carlos Manuel Fitz-James Stuart y Falcó) (1878年–1953年)                             | 1902年 - 1953年 | 先代の子           |
|      | 第18代アルバ女公 マリア・デル・ロサリオ・カイエターナ・フィツ＝ハメス・ストゥアルト・イ・シルバ (María del Rosario Cayetana Fitz-James Stuart y Silva) (1926年–2014年)                                                     | 1953年 - 2014年 | 先代の娘           |
|      | 第19代アルバ公 カルロス・フアン・フィツ＝ハメス・ストゥアルト・イ・マルティネス・デ・イルホ (Carlos Juan Fitz-James Stuart y Martínez de Irujo) (1948年–存命中)                                                            | 2015年 - 受爵中 | 先代の子           |

## 系図
|                                                              |                                                              |                                                              |                                                              |                                                              |                                                              |  |  | 初代アルバ公 ガルシア・アルバレス・デ・トレド († 1488)            |                                                                   |                                                                   |                                                                   |                                                                   |                                                                   |  |  |                                                                              |                                                                              |                                                                              |                                                                              |                                                                              |                                                                              |  |  |  |  |  |  |  |  |  |  |  |  |  |  |  |  |
|                                                              |                                                              |                                                              |                                                              |                                                              |                                                              |  |  |                                                                   |                                                                   |                                                                   |                                                                   |                                                                   |                                                                   |  |  |                                                                              |                                                                              |                                                                              |                                                                              |                                                                              |                                                                              |  |  |  |  |  |  |  |  |  |  |  |  |  |  |  |  |
|                                                              |                                                              |                                                              |                                                              |                                                              |                                                              |  |  | 2代アルバ公 ファドリケ・アルバレス・デ・トレド (1460-1531)        |                                                                   |                                                                   |                                                                   |                                                                   |                                                                   |  |  |                                                                              |                                                                              |                                                                              |                                                                              |                                                                              |                                                                              |  |  |  |  |  |  |  |  |  |  |  |  |  |  |  |  |
|                                                              |                                                              |                                                              |                                                              |                                                              |                                                              |  |  |                                                                   |                                                                   |                                                                   |                                                                   |                                                                   |                                                                   |  |  |                                                                              |                                                                              |                                                                              |                                                                              |                                                                              |                                                                              |  |  |  |  |  |  |  |  |  |  |  |  |  |  |  |  |
|                                                              |                                                              |                                                              |                                                              |                                                              |                                                              |  |  | 3代コリア侯 ガルシア・アルバレス・デ・トレド († 1510)             |                                                                   |                                                                   |                                                                   |                                                                   |                                                                   |  |  |                                                                              |                                                                              |                                                                              |                                                                              |                                                                              |                                                                              |  |  |  |  |  |  |  |  |  |  |  |  |  |  |  |  |
|                                                              |                                                              |                                                              |                                                              |                                                              |                                                              |  |  |                                                                   |                                                                   |                                                                   |                                                                   |                                                                   |                                                                   |  |  |                                                                              |                                                                              |                                                                              |                                                                              |                                                                              |                                                                              |  |  |  |  |  |  |  |  |  |  |  |  |  |  |  |  |
|                                                              |                                                              |                                                              |                                                              |                                                              |                                                              |  |  | 3代アルバ公 フェルナンド・アルバレス・デ・トレド (1507-1582)      |                                                                   |                                                                   |                                                                   |                                                                   |                                                                   |  |  |                                                                              |                                                                              |                                                                              |                                                                              |                                                                              |                                                                              |  |  |  |  |  |  |  |  |  |  |  |  |  |  |  |  |
|                                                              |                                                              |                                                              |                                                              |                                                              |                                                              |  |  |                                                                   |                                                                   |                                                                   |                                                                   |                                                                   |                                                                   |  |  |                                                                              |                                                                              |                                                                              |                                                                              |                                                                              |                                                                              |  |  |  |  |  |  |  |  |  |  |  |  |  |  |  |  |
|                                                              |                                                              |                                                              |                                                              |                                                              |                                                              |  |  |                                                                   |                                                                   |                                                                   |                                                                   |                                                                   |                                                                   |  |  |                                                                              |                                                                              |                                                                              |                                                                              |                                                                              |                                                                              |  |  |  |  |  |  |  |  |  |  |  |  |  |  |  |  |
| 4代アルバ公 ファドリケ・アルバレス・デ・トレド (1537-1583)   | 4代アルバ公 ファドリケ・アルバレス・デ・トレド (1537-1583)   | 4代アルバ公 ファドリケ・アルバレス・デ・トレド (1537-1583)   | 4代アルバ公 ファドリケ・アルバレス・デ・トレド (1537-1583)   | 4代アルバ公 ファドリケ・アルバレス・デ・トレド (1537-1583)   | 4代アルバ公 ファドリケ・アルバレス・デ・トレド (1537-1583)   |  |  | ナバラ城守 ディエゴ・アルバレス・デ・トレド (1541-1583)           | ナバラ城守 ディエゴ・アルバレス・デ・トレド (1541-1583)           | ナバラ城守 ディエゴ・アルバレス・デ・トレド (1541-1583)           | ナバラ城守 ディエゴ・アルバレス・デ・トレド (1541-1583)           | ナバラ城守 ディエゴ・アルバレス・デ・トレド (1541-1583)           | ナバラ城守 ディエゴ・アルバレス・デ・トレド (1541-1583)           |  |  |                                                                              |                                                                              |                                                                              |                                                                              |                                                                              |                                                                              |  |  |  |  |  |  |  |  |  |  |  |  |  |  |  |  |
| 4代アルバ公 ファドリケ・アルバレス・デ・トレド (1537-1583)   | 4代アルバ公 ファドリケ・アルバレス・デ・トレド (1537-1583)   | 4代アルバ公 ファドリケ・アルバレス・デ・トレド (1537-1583)   | 4代アルバ公 ファドリケ・アルバレス・デ・トレド (1537-1583)   | 4代アルバ公 ファドリケ・アルバレス・デ・トレド (1537-1583)   | 4代アルバ公 ファドリケ・アルバレス・デ・トレド (1537-1583)   |  |  | ナバラ城守 ディエゴ・アルバレス・デ・トレド (1541-1583)           | ナバラ城守 ディエゴ・アルバレス・デ・トレド (1541-1583)           | ナバラ城守 ディエゴ・アルバレス・デ・トレド (1541-1583)           | ナバラ城守 ディエゴ・アルバレス・デ・トレド (1541-1583)           | ナバラ城守 ディエゴ・アルバレス・デ・トレド (1541-1583)           | ナバラ城守 ディエゴ・アルバレス・デ・トレド (1541-1583)           |  |  |                                                                              |                                                                              |                                                                              |                                                                              |                                                                              |                                                                              |  |  |  |  |  |  |  |  |  |  |  |  |  |  |  |  |
| 7代コリア侯 フェルナンド・アルバレス・デ・トレド (1582-1584) | 7代コリア侯 フェルナンド・アルバレス・デ・トレド (1582-1584) | 7代コリア侯 フェルナンド・アルバレス・デ・トレド (1582-1584) | 7代コリア侯 フェルナンド・アルバレス・デ・トレド (1582-1584) | 7代コリア侯 フェルナンド・アルバレス・デ・トレド (1582-1584) | 7代コリア侯 フェルナンド・アルバレス・デ・トレド (1582-1584) |  |  | 5代アルバ公 アントニオ・アルバレス・デ・トレド (1568-1639)        | 5代アルバ公 アントニオ・アルバレス・デ・トレド (1568-1639)        | 5代アルバ公 アントニオ・アルバレス・デ・トレド (1568-1639)        | 5代アルバ公 アントニオ・アルバレス・デ・トレド (1568-1639)        | 5代アルバ公 アントニオ・アルバレス・デ・トレド (1568-1639)        | 5代アルバ公 アントニオ・アルバレス・デ・トレド (1568-1639)        |  |  |                                                                              |                                                                              |                                                                              |                                                                              |                                                                              |                                                                              |  |  |  |  |  |  |  |  |  |  |  |  |  |  |  |  |
| 7代コリア侯 フェルナンド・アルバレス・デ・トレド (1582-1584) | 7代コリア侯 フェルナンド・アルバレス・デ・トレド (1582-1584) | 7代コリア侯 フェルナンド・アルバレス・デ・トレド (1582-1584) | 7代コリア侯 フェルナンド・アルバレス・デ・トレド (1582-1584) | 7代コリア侯 フェルナンド・アルバレス・デ・トレド (1582-1584) | 7代コリア侯 フェルナンド・アルバレス・デ・トレド (1582-1584) |  |  | 5代アルバ公 アントニオ・アルバレス・デ・トレド (1568-1639)        | 5代アルバ公 アントニオ・アルバレス・デ・トレド (1568-1639)        | 5代アルバ公 アントニオ・アルバレス・デ・トレド (1568-1639)        | 5代アルバ公 アントニオ・アルバレス・デ・トレド (1568-1639)        | 5代アルバ公 アントニオ・アルバレス・デ・トレド (1568-1639)        | 5代アルバ公 アントニオ・アルバレス・デ・トレド (1568-1639)        |  |  |                                                                              |                                                                              |                                                                              |                                                                              |                                                                              |                                                                              |  |  |  |  |  |  |  |  |  |  |  |  |  |  |  |  |
|                                                              |                                                              |                                                              |                                                              |                                                              |                                                              |  |  | 6代アルバ公 フェルナンド・アルバレス・デ・トレド (1595-1667)      |                                                                   |                                                                   |                                                                   |                                                                   |                                                                   |  |  |                                                                              |                                                                              |                                                                              |                                                                              |                                                                              |                                                                              |  |  |  |  |  |  |  |  |  |  |  |  |  |  |  |  |
|                                                              |                                                              |                                                              |                                                              |                                                              |                                                              |  |  |                                                                   |                                                                   |                                                                   |                                                                   |                                                                   |                                                                   |  |  |                                                                              |                                                                              |                                                                              |                                                                              |                                                                              |                                                                              |  |  |  |  |  |  |  |  |  |  |  |  |  |  |  |  |
|                                                              |                                                              |                                                              |                                                              |                                                              |                                                              |  |  | 7代アルバ公 アントニオ・アルバレス・デ・トレド (1615-1690)        |                                                                   |                                                                   |                                                                   |                                                                   |                                                                   |  |  |                                                                              |                                                                              |                                                                              |                                                                              |                                                                              |                                                                              |  |  |  |  |  |  |  |  |  |  |  |  |  |  |  |  |
|                                                              |                                                              |                                                              |                                                              |                                                              |                                                              |  |  |                                                                   |                                                                   |                                                                   |                                                                   |                                                                   |                                                                   |  |  |                                                                              |                                                                              |                                                                              |                                                                              |                                                                              |                                                                              |  |  |  |  |  |  |  |  |  |  |  |  |  |  |  |  |
|                                                              |                                                              |                                                              |                                                              |                                                              |                                                              |  |  |                                                                   |                                                                   |                                                                   |                                                                   |                                                                   |                                                                   |  |  |                                                                              |                                                                              |                                                                              |                                                                              |                                                                              |                                                                              |  |  |  |  |  |  |  |  |  |  |  |  |  |  |  |  |
| 8代アルバ公 アントニオ・アルバレス・デ・トレド (1627-1701)   | 8代アルバ公 アントニオ・アルバレス・デ・トレド (1627-1701)   | 8代アルバ公 アントニオ・アルバレス・デ・トレド (1627-1701)   | 8代アルバ公 アントニオ・アルバレス・デ・トレド (1627-1701)   | 8代アルバ公 アントニオ・アルバレス・デ・トレド (1627-1701)   | 8代アルバ公 アントニオ・アルバレス・デ・トレド (1627-1701)   |  |  | 10代アルバ公 フランシスコ・アルバレス・デ・トレド (1662-1739)     | 10代アルバ公 フランシスコ・アルバレス・デ・トレド (1662-1739)     | 10代アルバ公 フランシスコ・アルバレス・デ・トレド (1662-1739)     | 10代アルバ公 フランシスコ・アルバレス・デ・トレド (1662-1739)     | 10代アルバ公 フランシスコ・アルバレス・デ・トレド (1662-1739)     | 10代アルバ公 フランシスコ・アルバレス・デ・トレド (1662-1739)     |  |  |                                                                              |                                                                              |                                                                              |                                                                              |                                                                              |                                                                              |  |  |  |  |  |  |  |  |  |  |  |  |  |  |  |  |
| 8代アルバ公 アントニオ・アルバレス・デ・トレド (1627-1701)   | 8代アルバ公 アントニオ・アルバレス・デ・トレド (1627-1701)   | 8代アルバ公 アントニオ・アルバレス・デ・トレド (1627-1701)   | 8代アルバ公 アントニオ・アルバレス・デ・トレド (1627-1701)   | 8代アルバ公 アントニオ・アルバレス・デ・トレド (1627-1701)   | 8代アルバ公 アントニオ・アルバレス・デ・トレド (1627-1701)   |  |  | 10代アルバ公 フランシスコ・アルバレス・デ・トレド (1662-1739)     | 10代アルバ公 フランシスコ・アルバレス・デ・トレド (1662-1739)     | 10代アルバ公 フランシスコ・アルバレス・デ・トレド (1662-1739)     | 10代アルバ公 フランシスコ・アルバレス・デ・トレド (1662-1739)     | 10代アルバ公 フランシスコ・アルバレス・デ・トレド (1662-1739)     | 10代アルバ公 フランシスコ・アルバレス・デ・トレド (1662-1739)     |  |  |                                                                              |                                                                              |                                                                              |                                                                              |                                                                              |                                                                              |  |  |  |  |  |  |  |  |  |  |  |  |  |  |  |  |
| 9代アルバ公 アントニオ・アルバレス・デ・トレド (1669-1711)   | 9代アルバ公 アントニオ・アルバレス・デ・トレド (1669-1711)   | 9代アルバ公 アントニオ・アルバレス・デ・トレド (1669-1711)   | 9代アルバ公 アントニオ・アルバレス・デ・トレド (1669-1711)   | 9代アルバ公 アントニオ・アルバレス・デ・トレド (1669-1711)   | 9代アルバ公 アントニオ・アルバレス・デ・トレド (1669-1711)   |  |  | 11代アルバ女公 マリア・テレサ・アルバレス・デ・トレド (1691-1755) | 11代アルバ女公 マリア・テレサ・アルバレス・デ・トレド (1691-1755) | 11代アルバ女公 マリア・テレサ・アルバレス・デ・トレド (1691-1755) | 11代アルバ女公 マリア・テレサ・アルバレス・デ・トレド (1691-1755) | 11代アルバ女公 マリア・テレサ・アルバレス・デ・トレド (1691-1755) | 11代アルバ女公 マリア・テレサ・アルバレス・デ・トレド (1691-1755) |  |  |                                                                              |                                                                              |                                                                              |                                                                              |                                                                              |                                                                              |  |  |  |  |  |  |  |  |  |  |  |  |  |  |  |  |
| 9代アルバ公 アントニオ・アルバレス・デ・トレド (1669-1711)   | 9代アルバ公 アントニオ・アルバレス・デ・トレド (1669-1711)   | 9代アルバ公 アントニオ・アルバレス・デ・トレド (1669-1711)   | 9代アルバ公 アントニオ・アルバレス・デ・トレド (1669-1711)   | 9代アルバ公 アントニオ・アルバレス・デ・トレド (1669-1711)   | 9代アルバ公 アントニオ・アルバレス・デ・トレド (1669-1711)   |  |  | 11代アルバ女公 マリア・テレサ・アルバレス・デ・トレド (1691-1755) | 11代アルバ女公 マリア・テレサ・アルバレス・デ・トレド (1691-1755) | 11代アルバ女公 マリア・テレサ・アルバレス・デ・トレド (1691-1755) | 11代アルバ女公 マリア・テレサ・アルバレス・デ・トレド (1691-1755) | 11代アルバ女公 マリア・テレサ・アルバレス・デ・トレド (1691-1755) | 11代アルバ女公 マリア・テレサ・アルバレス・デ・トレド (1691-1755) |  |  |                                                                              |                                                                              |                                                                              |                                                                              |                                                                              |                                                                              |  |  |  |  |  |  |  |  |  |  |  |  |  |  |  |  |
|                                                              |                                                              |                                                              |                                                              |                                                              |                                                              |  |  |                                                                   |                                                                   |                                                                   |                                                                   |                                                                   |                                                                   |  |  |                                                                              |                                                                              |                                                                              |                                                                              |                                                                              |                                                                              |  |  |  |  |  |  |  |  |  |  |  |  |  |  |  |  |
| ナバラ城守 ニコラス・アルバレス・デ・トレド (1690-1709)      | ナバラ城守 ニコラス・アルバレス・デ・トレド (1690-1709)      | ナバラ城守 ニコラス・アルバレス・デ・トレド (1690-1709)      | ナバラ城守 ニコラス・アルバレス・デ・トレド (1690-1709)      | ナバラ城守 ニコラス・アルバレス・デ・トレド (1690-1709)      | ナバラ城守 ニコラス・アルバレス・デ・トレド (1690-1709)      |  |  | 12代アルバ公 フェルナンド・デ・シルバ (1714-1776)                 | 12代アルバ公 フェルナンド・デ・シルバ (1714-1776)                 | 12代アルバ公 フェルナンド・デ・シルバ (1714-1776)                 | 12代アルバ公 フェルナンド・デ・シルバ (1714-1776)                 | 12代アルバ公 フェルナンド・デ・シルバ (1714-1776)                 | 12代アルバ公 フェルナンド・デ・シルバ (1714-1776)                 |  |  | ベリック公爵夫人 マリア・テレサ・デ・シルバ (1718-1790)                      | ベリック公爵夫人 マリア・テレサ・デ・シルバ (1718-1790)                      | ベリック公爵夫人 マリア・テレサ・デ・シルバ (1718-1790)                      | ベリック公爵夫人 マリア・テレサ・デ・シルバ (1718-1790)                      | ベリック公爵夫人 マリア・テレサ・デ・シルバ (1718-1790)                      | ベリック公爵夫人 マリア・テレサ・デ・シルバ (1718-1790)                      |  |  |  |  |  |  |  |  |  |  |  |  |  |  |  |  |
| ナバラ城守 ニコラス・アルバレス・デ・トレド (1690-1709)      | ナバラ城守 ニコラス・アルバレス・デ・トレド (1690-1709)      | ナバラ城守 ニコラス・アルバレス・デ・トレド (1690-1709)      | ナバラ城守 ニコラス・アルバレス・デ・トレド (1690-1709)      | ナバラ城守 ニコラス・アルバレス・デ・トレド (1690-1709)      | ナバラ城守 ニコラス・アルバレス・デ・トレド (1690-1709)      |  |  | 12代アルバ公 フェルナンド・デ・シルバ (1714-1776)                 | 12代アルバ公 フェルナンド・デ・シルバ (1714-1776)                 | 12代アルバ公 フェルナンド・デ・シルバ (1714-1776)                 | 12代アルバ公 フェルナンド・デ・シルバ (1714-1776)                 | 12代アルバ公 フェルナンド・デ・シルバ (1714-1776)                 | 12代アルバ公 フェルナンド・デ・シルバ (1714-1776)                 |  |  | ベリック公爵夫人 マリア・テレサ・デ・シルバ (1718-1790)                      | ベリック公爵夫人 マリア・テレサ・デ・シルバ (1718-1790)                      | ベリック公爵夫人 マリア・テレサ・デ・シルバ (1718-1790)                      | ベリック公爵夫人 マリア・テレサ・デ・シルバ (1718-1790)                      | ベリック公爵夫人 マリア・テレサ・デ・シルバ (1718-1790)                      | ベリック公爵夫人 マリア・テレサ・デ・シルバ (1718-1790)                      |  |  |  |  |  |  |  |  |  |  |  |  |  |  |  |  |
|                                                              |                                                              |                                                              |                                                              |                                                              |                                                              |  |  | 10代ウエスカル公 フランシスコ・デ・シルバ (1733–1770)             | 10代ウエスカル公 フランシスコ・デ・シルバ (1733–1770)             | 10代ウエスカル公 フランシスコ・デ・シルバ (1733–1770)             | 10代ウエスカル公 フランシスコ・デ・シルバ (1733–1770)             | 10代ウエスカル公 フランシスコ・デ・シルバ (1733–1770)             | 10代ウエスカル公 フランシスコ・デ・シルバ (1733–1770)             |  |  | 4代ベリック公 カルロス・ベルナルド・フィツ＝ハメス・ストゥアルト (1752-1787) | 4代ベリック公 カルロス・ベルナルド・フィツ＝ハメス・ストゥアルト (1752-1787) | 4代ベリック公 カルロス・ベルナルド・フィツ＝ハメス・ストゥアルト (1752-1787) | 4代ベリック公 カルロス・ベルナルド・フィツ＝ハメス・ストゥアルト (1752-1787) | 4代ベリック公 カルロス・ベルナルド・フィツ＝ハメス・ストゥアルト (1752-1787) | 4代ベリック公 カルロス・ベルナルド・フィツ＝ハメス・ストゥアルト (1752-1787) |  |  |  |  |  |  |  |  |  |  |  |  |  |  |  |  |
|                                                              |                                                              |                                                              |                                                              |                                                              |                                                              |  |  | 10代ウエスカル公 フランシスコ・デ・シルバ (1733–1770)             | 10代ウエスカル公 フランシスコ・デ・シルバ (1733–1770)             | 10代ウエスカル公 フランシスコ・デ・シルバ (1733–1770)             | 10代ウエスカル公 フランシスコ・デ・シルバ (1733–1770)             | 10代ウエスカル公 フランシスコ・デ・シルバ (1733–1770)             | 10代ウエスカル公 フランシスコ・デ・シルバ (1733–1770)             |  |  | 4代ベリック公 カルロス・ベルナルド・フィツ＝ハメス・ストゥアルト (1752-1787) | 4代ベリック公 カルロス・ベルナルド・フィツ＝ハメス・ストゥアルト (1752-1787) | 4代ベリック公 カルロス・ベルナルド・フィツ＝ハメス・ストゥアルト (1752-1787) | 4代ベリック公 カルロス・ベルナルド・フィツ＝ハメス・ストゥアルト (1752-1787) | 4代ベリック公 カルロス・ベルナルド・フィツ＝ハメス・ストゥアルト (1752-1787) | 4代ベリック公 カルロス・ベルナルド・フィツ＝ハメス・ストゥアルト (1752-1787) |  |  |  |  |  |  |  |  |  |  |  |  |  |  |  |  |
|                                                              |                                                              |                                                              |                                                              |                                                              |                                                              |  |  | 13代アルバ女公 マリア・テレサ・デ・シルバ (1762–1802)             | 13代アルバ女公 マリア・テレサ・デ・シルバ (1762–1802)             | 13代アルバ女公 マリア・テレサ・デ・シルバ (1762–1802)             | 13代アルバ女公 マリア・テレサ・デ・シルバ (1762–1802)             | 13代アルバ女公 マリア・テレサ・デ・シルバ (1762–1802)             | 13代アルバ女公 マリア・テレサ・デ・シルバ (1762–1802)             |  |  | 5代ベリック公 ハコボ・フィツ＝ハメス・ストゥアルト (1773-1794)               | 5代ベリック公 ハコボ・フィツ＝ハメス・ストゥアルト (1773-1794)               | 5代ベリック公 ハコボ・フィツ＝ハメス・ストゥアルト (1773-1794)               | 5代ベリック公 ハコボ・フィツ＝ハメス・ストゥアルト (1773-1794)               | 5代ベリック公 ハコボ・フィツ＝ハメス・ストゥアルト (1773-1794)               | 5代ベリック公 ハコボ・フィツ＝ハメス・ストゥアルト (1773-1794)               |  |  |  |  |  |  |  |  |  |  |  |  |  |  |  |  |
|                                                              |                                                              |                                                              |                                                              |                                                              |                                                              |  |  | 13代アルバ女公 マリア・テレサ・デ・シルバ (1762–1802)             | 13代アルバ女公 マリア・テレサ・デ・シルバ (1762–1802)             | 13代アルバ女公 マリア・テレサ・デ・シルバ (1762–1802)             | 13代アルバ女公 マリア・テレサ・デ・シルバ (1762–1802)             | 13代アルバ女公 マリア・テレサ・デ・シルバ (1762–1802)             | 13代アルバ女公 マリア・テレサ・デ・シルバ (1762–1802)             |  |  | 5代ベリック公 ハコボ・フィツ＝ハメス・ストゥアルト (1773-1794)               | 5代ベリック公 ハコボ・フィツ＝ハメス・ストゥアルト (1773-1794)               | 5代ベリック公 ハコボ・フィツ＝ハメス・ストゥアルト (1773-1794)               | 5代ベリック公 ハコボ・フィツ＝ハメス・ストゥアルト (1773-1794)               | 5代ベリック公 ハコボ・フィツ＝ハメス・ストゥアルト (1773-1794)               | 5代ベリック公 ハコボ・フィツ＝ハメス・ストゥアルト (1773-1794)               |  |  |  |  |  |  |  |  |  |  |  |  |  |  |  |  |
|                                                              |                                                              |                                                              |                                                              |                                                              |                                                              |  |  |                                                                   |                                                                   |                                                                   |                                                                   |                                                                   |                                                                   |  |  | 14代アルバ公 カルロス・フィツ＝ハメス・ストゥアルト (1794-1835)              |                                                                              |                                                                              |                                                                              |                                                                              |                                                                              |  |  |  |  |  |  |  |  |  |  |  |  |  |  |  |  |
|                                                              |                                                              |                                                              |                                                              |                                                              |                                                              |  |  |                                                                   |                                                                   |                                                                   |                                                                   |                                                                   |                                                                   |  |  |                                                                              |                                                                              |                                                                              |                                                                              |                                                                              |                                                                              |  |  |  |  |  |  |  |  |  |  |  |  |  |  |  |  |
|                                                              |                                                              |                                                              |                                                              |                                                              |                                                              |  |  |                                                                   |                                                                   |                                                                   |                                                                   |                                                                   |                                                                   |  |  | 15代アルバ公 ハコボ・フィツ＝ハメス・ストゥアルト (1821-1881)                |                                                                              |                                                                              |                                                                              |                                                                              |                                                                              |  |  |  |  |  |  |  |  |  |  |  |  |  |  |  |  |
|                                                              |                                                              |                                                              |                                                              |                                                              |                                                              |  |  |                                                                   |                                                                   |                                                                   |                                                                   |                                                                   |                                                                   |  |  |                                                                              |                                                                              |                                                                              |                                                                              |                                                                              |                                                                              |  |  |  |  |  |  |  |  |  |  |  |  |  |  |  |  |
|                                                              |                                                              |                                                              |                                                              |                                                              |                                                              |  |  |                                                                   |                                                                   |                                                                   |                                                                   |                                                                   |                                                                   |  |  | 16代アルバ公 カルロス・フィツ＝ハメス・ストゥアルト (1849-1901)              |                                                                              |                                                                              |                                                                              |                                                                              |                                                                              |  |  |  |  |  |  |  |  |  |  |  |  |  |  |  |  |
|                                                              |                                                              |                                                              |                                                              |                                                              |                                                              |  |  |                                                                   |                                                                   |                                                                   |                                                                   |                                                                   |                                                                   |  |  |                                                                              |                                                                              |                                                                              |                                                                              |                                                                              |                                                                              |  |  |  |  |  |  |  |  |  |  |  |  |  |  |  |  |
|                                                              |                                                              |                                                              |                                                              |                                                              |                                                              |  |  |                                                                   |                                                                   |                                                                   |                                                                   |                                                                   |                                                                   |  |  | 17代アルバ公 ハコボ・フィツ＝ハメス・ストゥアルト (1878-1953)                |                                                                              |                                                                              |                                                                              |                                                                              |                                                                              |  |  |  |  |  |  |  |  |  |  |  |  |  |  |  |  |
|                                                              |                                                              |                                                              |                                                              |                                                              |                                                              |  |  |                                                                   |                                                                   |                                                                   |                                                                   |                                                                   |                                                                   |  |  |                                                                              |                                                                              |                                                                              |                                                                              |                                                                              |                                                                              |  |  |  |  |  |  |  |  |  |  |  |  |  |  |  |  |
|                                                              |                                                              |                                                              |                                                              |                                                              |                                                              |  |  |                                                                   |                                                                   |                                                                   |                                                                   |                                                                   |                                                                   |  |  | 18代アルバ女公 カイエターナ・フィツ＝ハメス・ストゥアルト (1926-2014)        |                                                                              |                                                                              |                                                                              |                                                                              |                                                                              |  |  |  |  |  |  |  |  |  |  |  |  |  |  |  |  |
|                                                              |                                                              |                                                              |                                                              |                                                              |                                                              |  |  |                                                                   |                                                                   |                                                                   |                                                                   |                                                                   |                                                                   |  |  |                                                                              |                                                                              |                                                                              |                                                                              |                                                                              |                                                                              |  |  |  |  |  |  |  |  |  |  |  |  |  |  |  |  |
|                                                              |                                                              |                                                              |                                                              |                                                              |                                                              |  |  |                                                                   |                                                                   |                                                                   |                                                                   |                                                                   |                                                                   |  |  | 19代アルバ公 カルロス・フィツ＝ハメス・ストゥアルト (1948-)                  |                                                                              |                                                                              |                                                                              |                                                                              |                                                                              |  |  |  |  |  |  |  |  |  |  |  |  |  |  |  |  |
|                                                              |                                                              |                                                              |                                                              |                                                              |                                                              |  |  |                                                                   |                                                                   |                                                                   |                                                                   |                                                                   |                                                                   |  |  |                                                                              |                                                                              |                                                                              |                                                                              |                                                                              |                                                                              |  |  |  |  |  |  |  |  |  |  |  |  |  |  |  |  |
|                                                              |                                                              |                                                              |                                                              |                                                              |                                                              |  |  |                                                                   |                                                                   |                                                                   |                                                                   |                                                                   |                                                                   |  |  | 15代ウエスカル公 フェルナンド・フィツ＝ハメス・ストゥアルト (1990-)          |                                                                              |                                                                              |                                                                              |                                                                              |                                                                              |  |  |  |  |  |  |  |  |  |  |  |  |  |  |  |  |